# Vydrník
Vydrník (bis 1927 slowakisch „Vyderník“; deutsch Wiedrig, ungarisch Védfalu – bis 1907 Vidernik) ist eine Gemeinde im Osten der Slowakei, mit 1343 Einwohnern (Stand 31. Dezember 2024). Sie gehört zum Okres Poprad, der ein Teil des übergeordneten Bezirks Prešovský kraj ist.

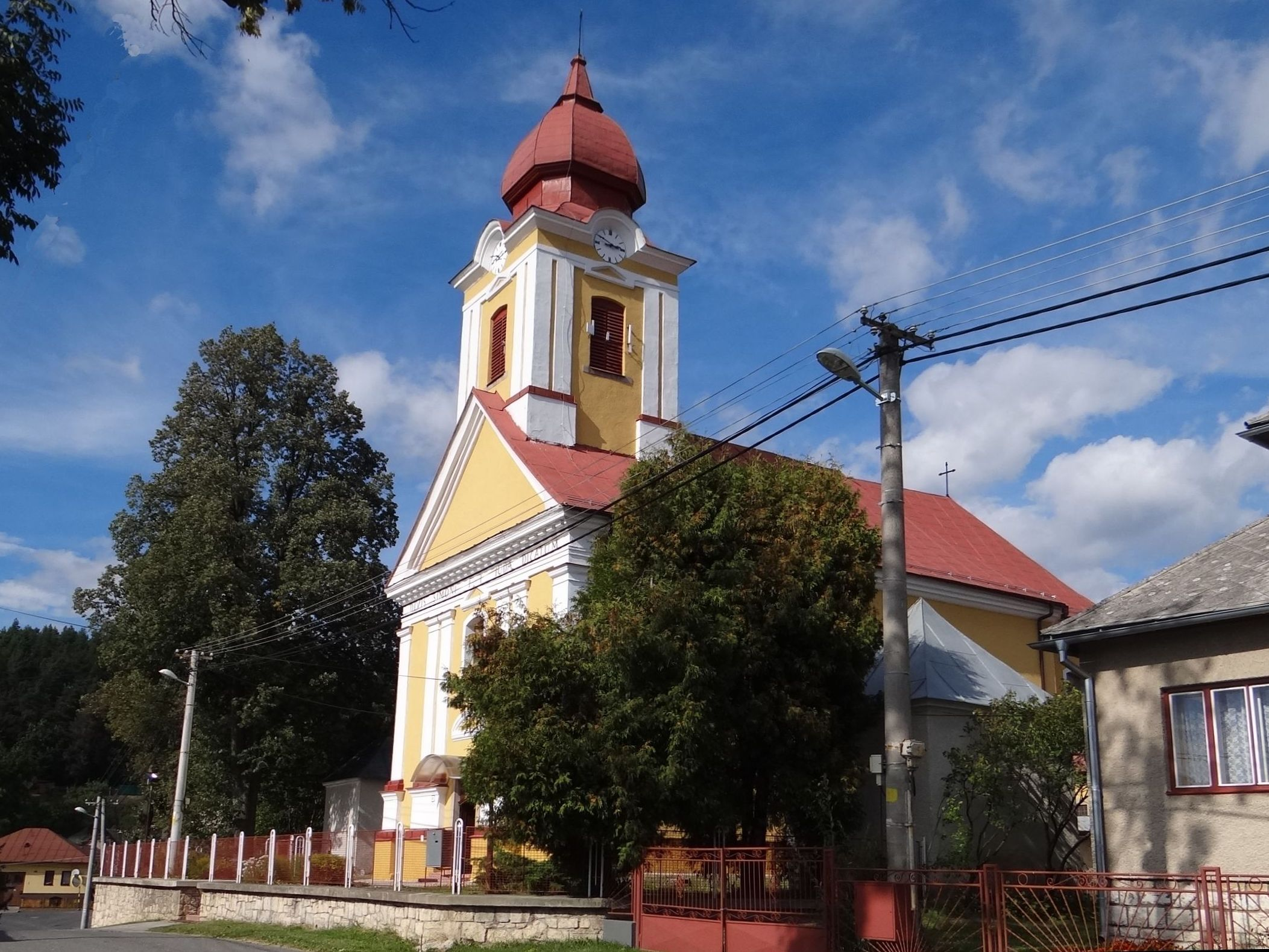
Kirche

## Geographie
Die Gemeinde liegt am Bach Vydričanka, einem linken Zufluss von Hornád, im Westteil des Talkessels Hornádska kotlina. Traditionell gehört die Gemeinde zur Landschaft Zips. Vydrník ist 14 Kilometer von Poprad entfernt.

## Geschichte
Der Ort wurde zum ersten Mal 1294 erwähnt, eine Siedlung gab es aber bereits zur Zeit des Großmährens. Das landwirtschaftlich orientierte Vydrník entstand innerhalb des Gutes vom nahen Kloster Spišský Štiavnik. Die heutige römisch-katholische Kirche wurde 1802 erbaut, an der Stelle einer gotischen Kirche aus dem 13. Jahrhundert. 1840 errichtete man ein kleines Heilbad am Standort der örtlichen Mineralquellen.

## Bevölkerung
| Jahr                | 1994 | 2004     | 2014     | 2024     |
| ------------------- | ---- | -------- | -------- | -------- |
| Anzahl der Personen | 846  | 974      | 1162     | 1343     |
| Unterschied         |      | +15,13 % | +19,30 % | +15,57 % |

| Jahr                | 2023 | 2024    |
| ------------------- | ---- | ------- |
| Anzahl der Personen | 1320 | 1343    |
| Unterschied         |      | +1,74 % |